# СКА-Забайкалец-Энергия
«СКА-Забайкалец-Энергия» — команда по хоккею с мячом из Читы.
Образована в 1998 году на базе читинского «Энергетика» при поддержке администрации Читинской области, ОАО «Читаэнерго» и командования Сибирского военного округа. Домашние матчи проводил на стадионе «СибВО». В 1999 году команда заняла второе место вслед за «Локомотивом» Бологое в турнире второй лиги и получила право играть в первой лиге. В сезоне 1999/2000 команда победила в переходном турнире и со следующего сезона начала выступать в высшей лиге.
В 2007 году из-за финансовых проблем клуб, не доиграв сезона, снялся с чемпионата и был расформирован. Команду возглавляли С. З. Шамсутдинов (1999/2000), М. В. Быков (2000—2002), В. М. Горчаков (2002/2003), В. А. Лазицкий (2003/2004), В. В. Савин (2004/2005), А. Б. Марцинкевич (2005/2006), В. А. Лабун (2006/2007), В. Б. Захаров (с 2007). Ведущие игроки — В. Затыкин, А. Кузьмин, Анд. Петров, А. Прасолов. Рекордсмен клуба по результативности за один сезон — Андрей Петров (29, 2003).

Основным источником финансирования клуба был региональный бюджет, средства которого хоккейное руководство не всегда использовало по назначению, что стало основанием для уголовных дел в отношении Игоря Затомского, который в 2006—2008 годах был директором клуба, и Юрия Коноплёва, занимавшего в 2008 году пост министра спорта края. В 2011 году Черновский суд Читы приговорил Затомского к 11 месяцам тюрьмы и штрафу в 150 тысяч рублей за нецелевое расходование бюджетных средств и хищения. Спустя год, в 2012-м, Центральный суд оштрафовал экс-министра спорта региона на 400 тысяч рублей, признав его виновным в халатности и злоупотреблении должностными полномочиями.